# Rudolf Kummerer
Rudolf Kummerer (Flöhau, sinds 1945 Blšany, 27 december 1883 – Spittal an der Drau, 15 augustus 1961) was een Boheems-Oostenrijks componist en dirigent.

## Levensloop
Kummerer werd op 17-jarige leeftijd lid van de Militaire muziekkapel van het Infanterie Regiment nr. 35 in Pilsen. In 1903 werd hij verplaatst naar de muziekkapel van het Bataljon van de militaire politie nr. 9 in Villach en later naar Judenburg. Daarna diende hij als kapelmeester van de muziekkapel van het "Landesschützenregiment II" in Bozen. Na de Eerste Wereldoorlog was hij werkzaam als dirigent en ambtenaar in Straßburg en vervolgens in Feldkirchen in Kärnten. Daarna vertrok hij naar Spittal an der Drau. Aldaar richtte hij een reeks van blaasorkesten op, bijvoorbeeld de Feuerwehrkapelle St. Urban (1921), Feuerwehrkapelle Radweg (Radweg is nu een deelgemeente van Sankt Veit an der Glan), Bauernkapelle Tauchendorf (Tauchendorf is nu deelgemeente van Glanegg) en de "Arbeitermusikverein Harmonie Feldkirchen" (nu de Stadtkapelle Feldkirchen) en was bezig als dirigent. Hij richtte ook later in Spittal an der Drau en omgeving verschillende muziekkapellen op, zoals in Döbriach, Heiligenblut, Millstatt, Möllbrücke, Mühldorf, Sachsenburg en de Jugendkapelle Spittal an der Drau. Verder was hij uitgever van het vakblad Der Nichtberufsmusiker, dat als de voorloper van de huidige Österreichische Blasmusik-Zeitschrift aangezien wordt.
In de jaren 1920 was hij dirigent van de Trachtenkapelle Sankt Urban. Hij was van 1933 tot 1936 en van 1946 tot 1948 dirigent van de Musikkapelle Kolbnitz. Kummerer was ook dirigent van de Stadtkapelle Spittal an der Drau. Hij richtte ook de Muziekkapel van de Bundes-Gendarmerie in Spittal an der Drau op, die als voorloper van de huidige Militärmusik Kärnten beschouwd wordt.
Kummerer was eveneens Landeskapellmeister in de blaasmuziekfederatie van de Oostenrijkse deelstaat Karinthië en heeft grote verdiensten aan de ontwikkeling van de amateuristische muziekbeoefening in deze deelstaat.
Als componist schreef hij een aantal marsen en dansen voor harmonieorkest. Zijn Großglockner Marsch ging tijdens de openingsceremonie van het twaalfjarig jubileum van de Großglockner Hochalpenstraße op 3 augustus 1947 op de Kaiser-Franz-Josefs-Höhe in première.

## Composities

### Werken voor harmonieorkest
- 1909 Zweier Landesschützen-Marsch (Kaiserschützen-Marsch "Es lebt der Schütze froh und frei"), mars van het voormalige regiment keizerschutters nr. 2 in Bozen
- 1928 9er Alpenjägermarsch
- 1946 Treu dem Kärntnerland
- Die Magnesiter, mars
- Ein treu Soldatenblut, mars – opgedragen aan het 4. Regiment der Tiroler Kaiserjäger 1895
- Einigkeit macht stark!, mars
- Es lebe Österreich!, mars
- Fahr´ wohl ins ewige Reich, treurmars
- Fanfare
- Faschingsklänge, wals
- Feldkirchner Stadterhebungsmarsch
- Festfanfare
- Gendarmerie-Marsch, mars
- Gorton-Marsch
- Kärnten is lei oans, mars
- Kärntner-Feuerwehr-Marsch
- Kärntner Gmüat, polka
- Von allen Sorgen erlöst, mars
- Sieg oder Tod im Alpenrot, mars
- Soldaten-Kameradschafts-Marsch
- Von allen Sorgen erlöst, treurmars